# 苯妥英
苯妥英（Phenytoin，或稱diphenyl hydantoin），常見商品名大仑丁（Dilantin），是一种抗驚厥藥物。該藥在治療强直－阵挛性发作及部份發作有治療效果，但無法治療失神性發作。苯妥英能藉由口服或靜脈注射給藥，當癲癇重積狀態發生時，可藉由靜脈注射給予苯妥英，相對的苯二氮䓬类則無法治療該症狀。該藥也可治療特定的心律不整及神經性疼痛。靜脈注射給藥通常會於30分鐘內開始作用，藥效可維持24小時，注射後可進行濃度監測以維持適當濃度。
常見副作用包含噁心、胃痛、缺乏食慾、肢體協調不良、毛髮增長，以及牙齦增生。其他可能的嚴重副作用則包含嗜睡、自残、肝臟問題、骨髓抑制、低血壓，以及毒性表皮溶解症。有證據顯示妊娠期間服用該藥物可能對胎兒造成不良影響，哺乳期間用藥目前沒有相關風險顯示。服藥期間並用乙醇可能干擾藥效。
苯妥英最早於1908年被製造，並於1936年發現其對於癲癇的作用。該藥列名於世界卫生组织基本药物标准清单之中，為基礎醫療體系必備藥物之一。苯妥英目前為學名藥，價格不貴。批發價約為每劑0.003至0.15美金之間。在美國，一個月療程花費約為30美金。

## 制备
利用尿素与二苯基乙二酮的反应可以制备苯妥英。

## 作用特點
常用來治療癲癇發作及毛地黃引起的心律過快。
- 此劑於細胞再極化時會促進鉀離子流出細胞膜外，故可縮短動作電位期間，增快房室結的傳導。
- 可以減少心舒期的去極化。
- 它對於心肌之抑制不如奎尼丁及普鲁卡因胺。
- 具有擴張周邊血管及降低血壓之作用。
- 此劑造成心電圖上P-R及Q-T區間之縮短。

## 注意事項
- 以下病患慎重使用：

- 嚴重衰弱的患者、高齡者、有心臟疾患的患者（易引起心臟停止，呼吸停止）。
- 有肝障礙的病患（有使肝障礙惡化，血中濃度上昇之虞）。
- 有血液障礙的病患（有使血液障礙惡化之虞）。
- 藥物過敏症的病患。
- 甲狀腺機能低下的病患（有引起甲狀腺機能異常之虞）。
- 糖尿病病患（非胰島素依存型的糖尿病病患，有引起高血糖的報告）。

- 連續服藥時，因投與量急速的減少或中止投與時，有時會出現癲癇連續狀態（Status epilelticus），故要中止給藥時，應緩緩的減量等慎重的進行。對高齡者、身體虛弱者須特別注意。
- 有時會引起嗜睡，或注意力、集中力、反射運動能力等的低下，故此劑投與中的病患勿開車或操作伴有危險性的機械。
- 有竇性心跳緩慢（sinus bradycardia），高度刺激傳導阻礙的患者（有時會引起心跳停止）請勿使用。
- 如出現猩紅熱樣或麻疹狀發疹、水性或剝脫性皮膚炎、全身性紅斑性狼瘡、淋巴腺腫脹、結節性動脈周圍炎、多發性關節症上述症狀時，應停止使用。
- 出現眼球震顫、發音障礙（articulation disorder）、用動失調、眼肌麻痺時是因過量給藥，應立即停止給藥。

## 常見副作用
- 嗜睡
- 眩暈
- 頭痛
- 不隨意運動（運動困難、注意力、集中力、反射運動能力..等的低下）
- 視覺模糊
- 噁心
- 嘔吐
- 沒胃口
- 牙齦增生

## 外部連結
- Medicines for Epilepsy: Dilantin Epilepsy Foundation.
- Remarkable Medicine, a website about the Dreyfus Foundation's work to expand the indications for phenytoin （页面存档备份，存于）
- Phenytoin Pharmacokinetics[永久] (not a public link)
- （页面存档备份，存于） English Translation of 1908 German article on phenytoin synthesis by Heinrich Biltz